# Fagopyrum gilesii
Fagopyrum gilesii är en slideväxtart som först beskrevs av William Botting Hemsley, och fick sitt nu gällande namn av Hedb.. Fagopyrum gilesii ingår i släktet boveten, och familjen slideväxter. Inga underarter finns listade i Catalogue of Life.